# جيريمي بيتس (مؤلف)
جيريمي بيتس (بالإنجليزية: Jeremy Bates)‏ (8 يوليو 1978، تورونتو في كندا)؛ روائي كندي.